# Hasselbackaardappels

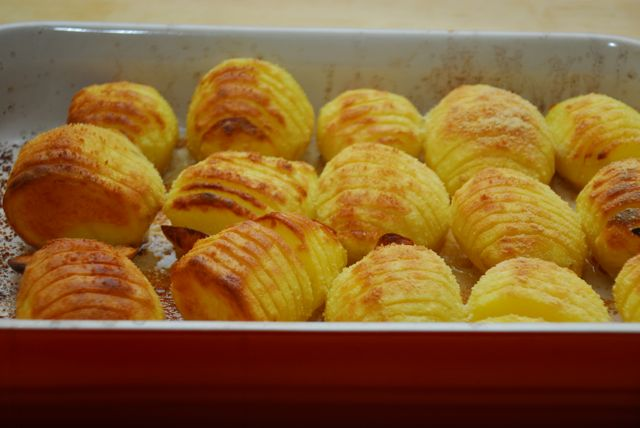
Hasselbackaardappels in een ovenschaal

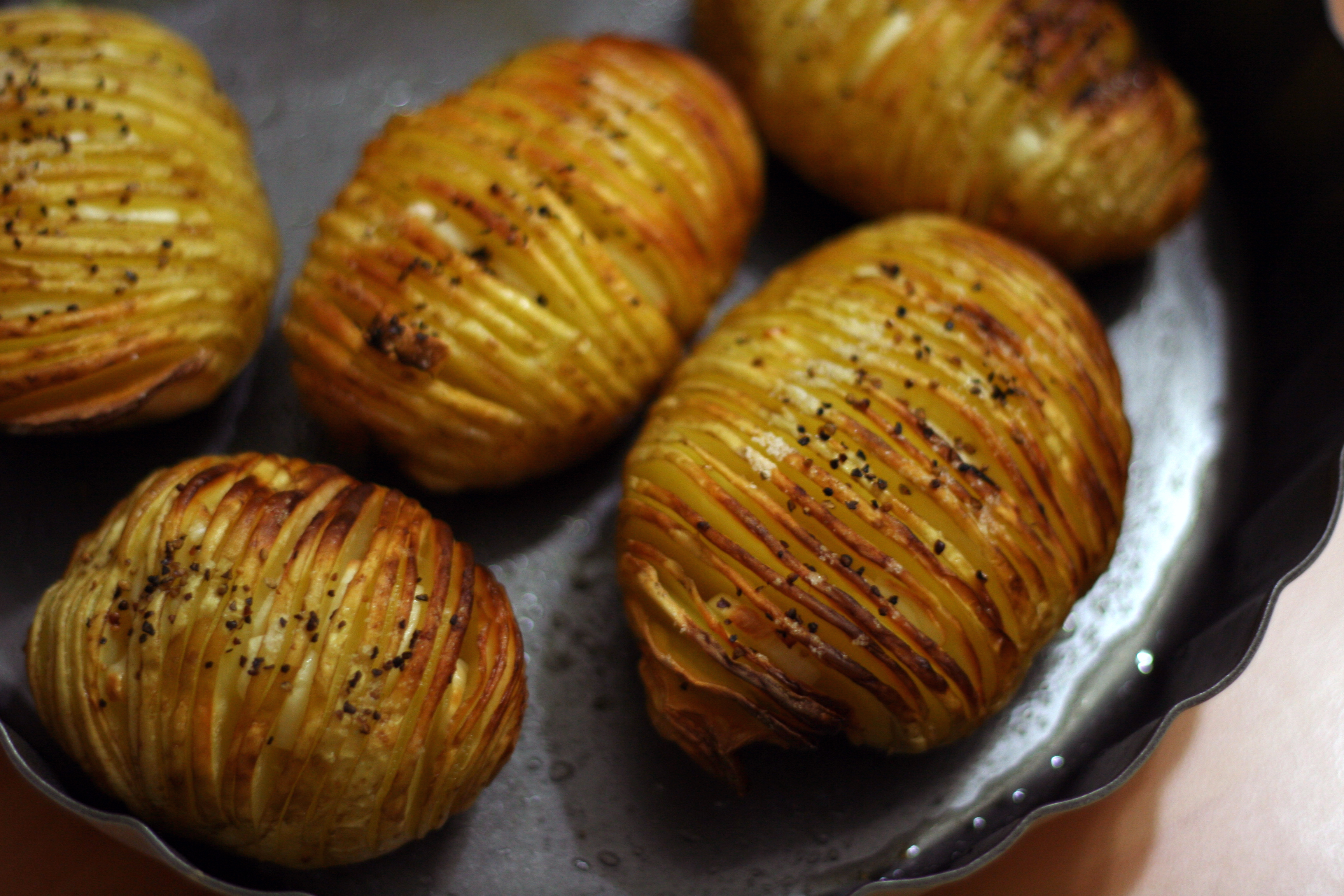
Opgediende Hasselbackaardappels

Hasselbackaardappels zijn een soort geroosterde aardappels, waarbij de aardappel tot ongeveer halverwege in dunne plakken wordt gesneden. Vervolgens kunnen de aardappels worden bestreken met boter, paneermeel en amandelschilfers alvorens de Hasselbackaardappels in de oven te plaatsen.
Een veelvoorkomende verklaring van de herkomst luidt dat de Hasselbackaardappels in 1953 voor het eerst zijn bereid door Leif Ellison uit Värmland, die onder leiding van chef-kok Rune Erik Lager als kok werkzaam was in restaurant Hasselbacken in Djurgården in Stockholm.
Hasselbackaardappels werden echter al omschreven in het Zweedse Prinsessornas kokbok uit 1929.